# Cláudio Venturini
Luís Cláudio Venturini (Belo Horizonte, 14 de agosto de 1958) é um guitarrista, vocalista e compositor brasileiro.
Irmão mais novo de Flávio Venturini, iniciou a carreira participando do disco A Via Láctea do amigo Lô Borges em 1978. Um ano mais tarde foi também cofundador do grupo 14 Bis, ao lado do irmão Flávio, e onde está até hoje.
Em 1987 quando Flávio deixou o grupo Cláudio assumiu os vocais principais da banda dando uma nova cara ao grupo.
Compôs alguns dos grandes sucessos da banda, entre eles: Mesmo de Brincadeira (com Vermelho e Mariozinho Rocha), Xadrês Chinês (com Vermelho e Chacal), Sonhando o Futuro (com Lô Borges) que foi regravada por Beto Guedes e Canções de Guerra (com Sérgio Vasconcellos e Chico Amaral).